# فورت مگسایسای
فورت مگسایسای (به انگلیسی: Fort Magsaysay) یک فرودگاه پایگاه نظامی است . این فرودگاه در کشور فیلیپین قرار دارد .